# ماریو آدورف
ماریو آدورف (آلمانی: Mario Adorf؛ زادهٔ ۸ سپتامبر ۱۹۳۰) بازیگر و نویسنده اهل آلمان است.
از فیلم‌ها یا برنامه‌های تلویزیونی که وی در آن نقش داشته است، می‌توان به ارتباط ایتالیایی، شاه، بی‌بی، سرباز، مینو، شیطان در شب آمد، پیمان هالکرافت، کالیبر ۹، چادر قرمز، فرانچسکو و گنجینه سان جنارو  اشاره کرد